# Trichosporum mindanaense
Trichosporum mindanaense är en tvåhjärtbladig växtart som beskrevs av Elmer Drew Merrill. Trichosporum mindanaense ingår i släktet Trichosporum och familjen Gesneriaceae. Inga underarter finns listade i Catalogue of Life.